# سرمایش تراکم-بخار
سرمایش تراکم-بخار (به انگلیسی: Vapor-compression refrigeration) که در آن مبرد دچار تغییر فاز می‌شود، یکی از چرخه‌های سرمایش است که به‌طور گسترده‌ای در سیستم‌های تهویه مطبوع خانه و خودرو مورد استفاده قرار می‌گیرد. از این چرخه همچنین در یخچال‌های خانگی، تجاری و سردخانه‌های بزرگ صنعتی نگهداری گوشت و مواد غذایی، کامیون‌های مخصوص حمل گوشت و مرغ و شیر نیز استفاده می‌شود. پالایشگاه‌ها، کارخانه‌های فرایندی شیمیایی، پالایشگاه‌های گاز طبیعی از جمله صنایعی هستند که معمولاً از سیستم‌های سرمایش تراکم-بخار استفاده می‌کنند.
می‌توان سرمایش را به این صورت تعریف کرد: «کاهش دمای یک اتاق یا فضای بسته به طریق حذف گرما از محیط و دفع آن در مکانی دیگر». دستگاهی که این کار را انجام می‌دهد می‌تواند کولرگازی، یخچال یا چیلر باشد.

## شرح سیستم‌های سرمایش تراکم-بخار

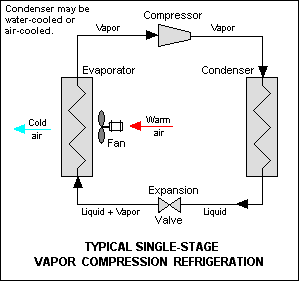
شکل۱: سیستم سرمایش تراکم-بخار

در چرخه تراکم -بخار از یک مبرد در گردش به عنوان عامل جذب گرما از محیط و دفع آن در خارج استفاده می‌گردد. در شکل۱ سیستمی معمول از سرمایش تراکم-بخار تک مرحله ای مشاهده می‌کنید. همه این سیستم‌ها دارای چهار جزء اصلی هستند: کمپرسور، کندانسور، شیر انبساط، اواپراتور. در کمپرسور عمل تراکم گاز، در کندانسور عمل تقطیر گاز و در اواپراتور عمل تبخیر اتفاق می‌افتد. وظیفه شیر انبساط گرمایی ایجاد افت فشار ناگهانی و تبدیل مایع پرفشار به مایع کم فشار است. مبرد به صورت بخار اشباع وارد کمپرسور شده و با ایجاد تراکم و فشرده سازی افزایش فشار پیدا می‌کند، افزایش فشار باعث افزایش دما می‌شود. بخار داغ پرفشار در این حالت بخار فوق گرم یا سوپرهیت خوانده می‌شود. این بخار داغ در حالتی است که با خنک کاری توسط هوا یا آب می‌تواند به راحتی کندانس یا تبدیل به مایع شود. این همان قسمتی از سیستم است که مبرد می‌تواند گرمای خود را توسط آب یا هوا دفع کند.

نمودار تئوری یک چرخه سرمایش تراکم-بخار. در عمل به علت محدودیت‌هایی و برای جلوگیری از خرابی تجهیزات مجبور به انحراف از این نمودار می‌شویم که اینکار باعث کاهش راندمان نهایی سیستم می‌شود.

سپس این مبرد مایع تقطیر شده، که حالت ترمودینامیکی آن مایع اشباع است، توسط مسیری به شیر انبساط گرمایی فرستاده می‌شود و در اینجا فشار به صورت ناگهانی افت می‌کند. این افت ناگهانی فشار باعث می‌شود مقداری از مایع به صورت آنی و با فرایندی آدیاباتیک (بدون تبادل حرارت) به بخار تبدیل شود. این کاهش فشار باعث کاهش دمای مبرد به دمایی کمتر از دمای اتاق می‌شود. سپس این مبرد سرد به کویل‌ها یا لوله‌های مارپیچ اواپراتور فرستاده می‌شود. فن یا فن‌هایی که بر روی اواپراتور قرار دارند هوای گرم اتاق را به گردش درآورده و از روی کویل‌های سرد عبور می‌دهند. هوای گرم اتاق با لوله‌های سرد اواپراتور برخورد کرده و همزمان با سرد شدن باعث تبخیر مبرد مایع کم فشار می‌شوند. شیر انبساط گرمایی با تنظیم دریچه ورودی خود به صورت خودکار مقدار عبور مبرد مایع را طوری تنظیم می‌کند که در نهایت تمامی مبرد خروجی از اواپراتور تبدیل به بخاری کم فشار شود.
در نهایت برای تکمیل چرخه، این بخار اشباع خروجی دوباره به کمپرسور فرستاده می‌شود تا چرخه از ابتدا شروع شده و ادامه یابد.

## کمپرسورهای مورد استفاده در سرمایش
متداول‌ترین انواع کمپرسور مورد استفاده در سرمایش شامل کمپرسورهای پیستونی، روتاری اسکرو، اسکرول و گریز از مرکزی می‌باشد. در کاربردهای مختلف به دلایلی از قبیل میزان صدا، ارتعاش، ظرفیت و نسبت فشار از کمپرسورهای مختلفی استفاده می‌شود. کمپرسورهای سرمایش معمولاً با توجه به نحوه قرار گرفتن موتور و نوع محفظه به سه گونه هرمتیک (بسته)، سِمی-هرمتیک (نیمه-بسته) و باز طبقه‌بندی می‌شوند.
در کمپرسورهای هرمتیک و بیشتر کمپرسورهای سمی-هرمتیک مبرد بازگشتی از اواپراتور وظیفه خنک کاری موتور محرک کمپرسور را نیز به عهده دارد و در نتیجه در هنگام محاسبه بار حرارتی سردخانه این حرارت نیز باید به مجموع حرارت‌ها اضافه گردد. محفظه کمپرسور هرمتیک توسط جوشکاری کاملاً آب‌بند شده و امکان تعمیر آن در محل وجود ندارد در حالیکه در کمپرسورهای سِمی-هرمتیک یا نیمه-بسته محفظه توسط پیچ به یکدیگر متصل شده و به همین دلیل اجرای تعمیرات و بازبینی اجزای داخلی در این نوع کمپرسورها بسیار ساده‌تر است.
در کمپرسورهای باز، موتور خارج از محفظه کمپرسور قرار دارد و موتور توسط شفت و کوپلی به میل لنگ کمپرسور متصل می‌شود. از آنجایی که آمونیاک می‌تواند مس را حل کند در کمپرسورهایی که مبرد آنها آمونیاک است نمی‌توان از کمپرسورهای بسته یا نیمه بسته استفاده کرد و در سردخانه‌های آمونیاکی کمپرسور از نوع باز می‌باشد.